# ツイスト (ダンス)

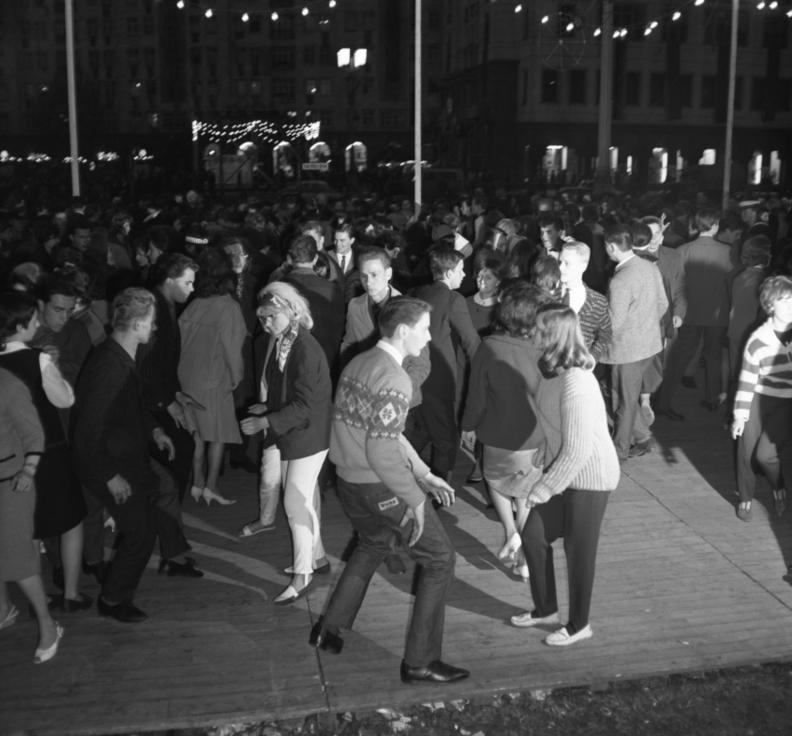
ツイストを踊る（1964年5月17日、ドイツ・ベルリンで）

ツイスト（英語: Twist）は1960年代前半に世界的流行をみた社交ダンスで、音楽に合わせて特に腰をひねる（twist）のでそう呼ばれた。
当時の若い世代には、音楽とともに熱狂的に受け入れられたが、ソーシャルダンスにいそしんだ世代は、パターンも何もない「踊りのようなもの」だとして眉をひそめた。

## 概要・起源
ダンスに「ツイスト」という言葉を使ったのは、19世紀にさかのぼり、腰をひねる動作はコンゴからの奴隷がアメリカへもたらしたという。 そのころの歌でヒットしたものに、例えばブラックフェイスのミンストレル・ショーでバンジョー奏者のJoel Walker Sweeneyが作った「Vine Twist」がある。 

## 歴史
フロリダ州タンパで若者たちがツイストを踊るのを見て、1959年初めにハンク・バラードとミッドナイターズが『ザ・ツイスト』をシングル盤『Teardrops on Your Letter』のB面としてリリースした。 ツイストが若者にさらに人気になるのを見て、ディック・クラークはCameron Recordsにチャビー・チェッカー（Chubby Checker）が同曲をカバーするように勧めて、1959年に出されて、翌1960年にはBillboard Hot 100の第一位となった。また。彼の「ザ・ツイスト」は2回にわたってヒットしている。
その後、ツイストは世界で熱狂的なブームとなり、様々なツイスト曲が出た。ツイスト以降も様々な踊りが流行っても、ツイスト人気には及ばなかった。
ツイストのダンスとロカビリーのダンスは異なる。ロカビリーはバップ（戦後に流行したする黒人ダンス）、またはジルバ（リンディーホップ、スイングダンスの一種）を踊る1950年代のスタイルである。ツイストは、ジルバのように手も両者で組むことなく一人で踊り、カップルは向き合っても肩が触れ合わない程度に離れて、腕、肩を前後させ、足は軸として回転させるが動かさずに、肩、腰、膝を捻って踊る。

## ツイストの楽曲
- ザ・ツイスト - チャビー・チェッカー
- レッツ・ツイスト・アゲイン - チャビー・チェッカー
- サンライト・ツイスト（ゴーカート・ツイスト） - ジャンニ・モランディ[5]
- エクリッセ・ツイスト（太陽はひとりぼっち） - ミーナ
- 太陽はひとりぼっち - コレット・テンピア楽団（日本）[6]